# Jacareacanga
Jacareacanga é um município brasileiro no extremo sudoeste do estado do Pará. Localiza-se no norte brasileiro, a uma latitude  06º13'20" sul e longitude 57º45'10" oeste. A Área total é de 53 303,089 km² e a População total do IBGE em 2022 é de 24042 habitantes.
Em 1961 foi criado inicialmente como distrito de Itaituba pela lei estadual nº 2460. Emancipou-se em 1991, pela lei estadual nº 5691.

## História
Foi criado inicialmente como distrito de Itaituba pela lei estadual nº 2460, de 29 de dezembro de 1961. Emancipou-se em 13 de dezembro de 1991, pela lei estadual nº 5691, sendo atualmente composto por dois distritos; o Distrito-Sede e Porto Rico.
A emancipação foi resultado de uma mobilização popular dos moradores, no final da década de 1980 com a criação da Comissão Pró-Emancipação Política do Distrito Municipal de Jacareacanga, cujo presidente era Sebastião Lopes Pimenta.
Seu nome é proveniente da tupi, união dos termos îakaré ("jacaré") e akanga ("cabeça"), formando "cabeça de jacaré".

### Revolta de Jacareacanga
Em fevereiro de 1956, ocorreu a Revolta de Jacareacanga, que foi um esboço de reação militar contra a posse de Juscelino Kubitschek na presidência do país, poucas semanas antes. Oficiais da aeronáutica partiram da cidade do Rio de Janeiro no dia 10 de fevereiro e se instalaram na Base Aérea de Jacareacanga. A revolta durou dezenove dias e terminou com o controle da situação por forças pró-Kubitschek.

## Geografia
Localiza-se à latitude 06º13'20" sul e à longitude 57º45'10" oeste, com uma área de 53 531,59 km², estando a uma altitude de 70 metros acima do nível do mar.

### Demografia
Sua população estimada em 2015 era de 41.487 habitantes, distribuídos em uma área de 53.304,213 km².
A cidade possui uma das maiores população indígena do estado do Pará, aproximadamente dez mil indígenas, contrastando com várias pessoas de outras regiões com o advento da rodovia transamazônica e da atividade mineraria no fim da década de 1950, que provocou um forte movimento migratório.

### Problemas socioambientais
Devido aos altos índices de devastação florestal, em 9 de novembro de 2023, o município de Jacareacanga foi incluído na relação de municípios situados no bioma Amazônia considerados prioritários pelo governo federal para ações de prevenção, controle e redução dos desmatamentos e degradação florestal.

## Política e administração
Sendo um município do Brasil, Jacareacanga é administrada por dois poderes, o executivo e o legislativo, independentes e harmônicos entre si. O primeiro é representado pelo prefeito, auxiliado pelo seu gabinete de secretários e eleito pelo voto popular para um mandato de quatro anos, sendo permitida uma única reeleição para mais um mandato consecutivo, enquanto que o segundo é representado pela Câmara Municipal de Jacareacanga, órgão colegiado de representação dos munícipes que é composto por vereadores também eleitos por sufrágio universal.
As atuais autoridades que ocupam cargos da organização político-administrativa de Jacareacanga são as seguintes (data: 12 de novembro de 2023):
- Prefeito: Sebastião Aurivaldo Pereira Silva "Valdo do Posto" - PSDB (2021/-)[17]
- Vice-prefeito: Valmar Kaba Munduruku - REPU (2021/-)[17]
- Presidente da Câmara: Giovani Amâncio Caetano Kaba Munduruku - MDB (2023/-).[18]

## Locais públicos
- Praça São Pedro
- Praça Central
- Ginásio Poliesportivo Raimundo Queiroz

## Cultura
- Jacaréverão - agosto a setembro
- Aniversário da Cidade

## Transportes

### Modal aéreo
Via Aeroporto Municipal de Jacareacanga

### Modal fluvial
Via rio Tapajós

### Modal terrestre

#### Rodovia Transamazônica (BR-230)
A BR-230, é uma rodovia transversal, corta no estado do Pará nas principais cidades do sul paraense, como Itaituba, Altamira e Marabá. No Estado do Maranhão entre as cidades de Carolina a Barão de Grajaú, passando por Riachão, Balsas, São Raimundo das Mangabeiras, São Domingos do Azeitão, Pastos Bons, São João dos Patos, bem como o Estado do Piauí passando por Floriano, Nazaré do Piauí, Oeiras até a BR-316, na localidade Gaturiano, no Piauí, segue-se pela BR-316 até a entrada de Fronteira, no Piauí, que passa a ser a continuação da BR-230 até a cidade de Campos Sales, no Ceará.